# Gömeç, Hani
Gömeç là một xã thuộc huyện Hani, tỉnh Diyarbakır, Thổ Nhĩ Kỳ. Dân số thời điểm năm 2008 là 121 người.